# Società di studi geografici
La Società di Studi Geografici è un ente culturale il cui fine è quello di promuovere e sostenere iniziative valide per il progresso e la diffusione delle discipline geografiche in ambito nazionale ed internazionale. A questo scopo la Società pubblica la Rivista Geografica Italiana, organizza incontri di studio, seminari, convegni, partecipa a programmi di ricerca italiani ed esteri. 

## Storia della Società
La Società nacque il 7 giugno 1895 col nome di Società di Studi Geografici e Coloniali in seno all'ente autonomo della Sezione Fiorentina della Società Africana d'Italia con il compito specifico di promuovere la ricerca verso alcune regioni africane come l'Etiopia, area in cui, ad una prima penetrazione pacifica italiana, fece seguito la conquista militare (1935-1936, Guerra d'Etiopia).
A partire dal 1885, la Sezione Fiorentina della Società Africana pubblicò un proprio bollettino nel quale venivano esposte le questioni riguardanti l'Africa e gli interessi italiani che potevano dispiegarsi in questa regione; la pubblicazione del periodico venne interrotta nel 1895 e compensata dal potenziamento della Rivista Geografica Italiana, fondata l'anno precedente. Da tale data, la Rivista divenne dunque l'organo ufficiale della Società.
La sede della Società e dell'annessa Rivista fu dapprima una scuola tecnica di Firenze, in seguito l'Istituto di Studi Superiori, dal 1924 sede universitaria.
La Società, fin dal suo nascere, è una presenza costante all'interno dei Congressi Geografici Italiani ed ha collaborato, lungo l'arco della storia, all'istituzione della scuola di geografia, avvenuta nel 1902 e in seguito, nel 1904, dell'Istituto Agricolo Coloniale (poi Istituto Agronomico per l'Oltremare).
A partire dal 1986 la Società ha inoltre stretto una fattiva convenzione con l'Università di Firenze con cui condivide la sede presso il Dipartimento SAGAS (Storia, Archeologia, Geografia, Arte e Spettacolo) in via San Gallo, 10. La Biblioteca di Geografia, situata all'interno del Dipartimento ospita l'ampia collezione di volumi e riviste che la Società colleziona da più di un secolo.
Attualmente la Società di Studi Geografici è composta da circa 500 soci, per la maggior parte costituiti da docenti universitari dei vari atenei italiani e da insegnanti delle scuole medie e medie superiori.